# Emsland
Emsland là một huyện ở Niedersachsen, Đức được đặt tên theo sông Ems. Các đơn vị giáp ranh (từ phía bắc theo chiều kim đồng hồ) là: các huyện Leer, Cloppenburg và Osnabrück, bang Nordrhein-Westfalen (huyện Steinfurt), huyện Bentheim và tỉnh Hà Lan (Drenthe và Groningen).

## Các thành phố và đô thị
(Dân số năm 2005)
Đô thị tự do và thành phố
1. Emsbüren (9,749)
2. Geeste (11,279)
3. Haren, city (22,754)
4. Haselünne, city (12,549)
5. Lingen, city (51,318)
6. Meppen, city (34,196)
7. Papenburg, city (34,519)
8. Rhede (4,228)
9. Salzbergen (7,436)
10. Twist (9,640)

Samtgemeinden
1. Dörpen (15,446)
2. Freren (10,834)
3. Herzlake (9,821)
4. Lathen (10,815)
5. Lengerich (9,083)
6. Nordhümmling (12,149)
7. Sögel (15,484)
8. Spelle (12,653)
9. Werlte (15,660)

| Dörpen 1. Dersum 2. Dörpen1 3. Heede 4. Kluse 5. Lehe 6. Neubörger 7. Neulehe 8. Walchum 9. Wippingen Freren 1. Andervenne 2. Beesten 3. Freren1, 2 4. Messingen 5. Thuine Herzlake 1. Dohren 2. Herzlake1 3. Lähden | Lathen 1. Fresenburg 2. Lathen1 3. Niederlangen 4. Oberlangen 5. Renkenberge 6. Sustrum Lengerich 1. Bawinkel 2. Gersten 3. Handrup 4. Langen 5. Lengerich1 6. Wettrup Nordhümmling 1. Bockhorst 2. Breddenberg 3. Esterwegen1 4. Hilkenbrook 5. Surwold | Sögel 1. Börger 2. Groß Berßen 3. Hüven 4. Klein Berßen 5. Sögel1 6. Spahnharrenstätte 7. Stavern 8. Werpeloh Spelle 1. Lünne 2. Schapen 3. Spelle1 Werlte 1. Lahn 2. Lorup 3. Rastdorf 4. Vrees 5. Werlte1 |
| 1thủ phủ của Samtgemeinde; 2thị xã | | |